# Hanns Hörbiger
Hanns Hörbiger (Atzgersdorf, 29 novembre 1860 – Mauer, 11 ottobre 1931) è stato un ingegnere, scrittore e astronomo austriaco.
La notorietà gli deriva dalla sua teoria del Ghiaccio Cosmico (Welteislehre o WEL, esposta nel libro Glazial-Kosmogonie del 1913) che ebbe vasta notorietà in Germania prima e durante il Nazismo, tanto che la accettarono persino Adolf Hitler e un ampio numero di gerarchi e scienziati nazionalsocialisti.

## Biografia
Hanns Hörbiger nacque a Atzgersdorf, un sobborgo del distretto di Liesing a Vienna, e studiò ingegneria presso l'università locale.
Nel 1894 Hörbiger ideò un nuovo modello di motore per soffiaggio dell'altoforno: sostituì le vecchie valvole a cerniera in pelle facilmente danneggiabili con una valvola in acciaio che potessero aprirsi e chiudersi automaticamente con una guida leggera e senza attrito, la valvola a disco eliminò così tutti gli inconvenienti dei modelli di valvole precedenti. Hörbiger registrò il brevetto per la sua invenzione, la quale facilitò e rese più efficienti e produttivi i lavori di scavo delle miniere e delle trivellazioni.
Nel 1900, Hanns Hörbiger e l'ingegnere Friedrich Wilhelm Rogler misero insieme un'attività aprendo un ufficio a Budapest, successivamente trasferita a Vienna nel 1903 la quale nel 1925 avrebbe assunto il nome di Hörbiger & Co. Alfred Hörbiger, uno dei suoi figli, iniziò a lavorare per la compagnia nel 1925 in qualità di presidente mentre Hanns si ritirò dal lavoro per dedicarsi totalmente ai suoi studi scientifici fino alla sua morte avvenuta nel 1931. Due altri figli di Hanns, Attila e Paul, divennero popolari attori cinematografici e di teatro. e successivamente anche sua nipote Christiane (figlia di Attila) e sua pronipote Mavie Hörbiger, sarebbero diventate attrici di successo.

## Occidental
Hörbiger è stato uno dei primi promulgatori e finanziatori del progetto della lingua artificiale Occidental, oggi nota ufficialmente anche come Interlingue. Il suo supporto economico al progetto dell'Occidental consisteva principalmente nel finanziare le pubblicazioni e la rivista Cosmoglotta al fine di garantire un ampio circolo di lettori nonostante la crisi del primo dopoguerra, la cui sede redazionale si trovava a Vienna.

## Teoria del ghiaccio cosmico
Oggi Hörbiger viene ricordato per la sua teoria formulata nel 1913, chiamata in tedesco Welteislehre, la quale sostiene che la Terra abbia avuto nel suo passato arcaico almeno 7 o 8 diversi satelliti, i quali vennero catturati dallo spazio come comete e progressivamente precipitati sulla Terra stessa, provocando immani cataclismi. I periodi di avvicinamento dei satelliti avrebbero provocato (per diminuzione della gravità) la nascita di stirpi di giganti dotati di telepatia successivamente estinti dalla caduta di questi satelliti, ma il ricordo della loro esistenza è rimasto nelle varie mitologie. 
La cattura dell'attuale satellite della Terra, la Luna, avrebbe così permesso la vita di forme di vita molto più piccole e meno sviluppate psicologicamente, gli esseri umani attuali. La caduta di un ulteriore satellite fece così regredire gli esseri umani allo stato animale ed estinse definitivamente gli ultimi giganti sopravvissuti che avevano guidato l'umanità costringendo gli umani scampati al disastro a rifugiarsi presso il polo artico dove si svilupparono le civiltà di Atlantide e Lemuria, successivamente sommerse a causa dell'influenza della Luna attuale e il cui racconto è sopravvissuto nei miti del diluvio universale. La caduta della Luna provocherà probabilmente, in futuro, la fine della vita sulla Terra. 
Nel corso degli anni Venti Hörbiger creò un'associazione per diffondere la sua teoria, la Kosmotechnische Gesellschaft (Società Cosmotecnica), la quale trovò aderenti tra nazionalisti antisemiti e aderenti all'ariosofia che vedevano la sua teoria come una valida alternativa all'evoluzionismo e al creazionismo nonché alla scienza e alla fisica "ebraica". 
La teoria del Ghiaccio Cosmico, la quale trovò all'epoca una vasta eco popolare e diede origine ad un vero culto pseudoscientifico (WEL) da parte di milioni di persone e ampiamente promossa dal regime nazista per le sue implicazioni razziali, è oggi totalmente screditata.

## Opere
- Glacial-Kosmogonie. Eine neue Entwicklungsgeschichte des Weltalls und des Sonnensystems, Auf Grund Der Erkenntnis Des Widerstreites Eines Kosmischen Neptunismus Mit Einem Ebenso Universellen Plutonismus, 1913
- Wirbelstürme, Wetterstürze, Hagelkatastrophen und Marskanal-Verdoppelungen. Eine auszugsweise Teilerklärung aus dem einheitlich durchgearbeiteten Grundgedanken eines kosmischen Neptunismus, 1913